# Louis-Claude Le Normand de Bretteville
Louis-Claude Le Normand de Bretteville (11. februar 1744 i Orbec, Calvados – 21. juni 1835) var en dansk officer af fransk adelig herkomst.
1759 nævnes han som i et infanteriregiment i Belsunce ved Marseille. Han deltog i kampene i Tyskland under Syvårskrigen i 1759-1761 og var 1762 udstationeret som observatør ved Dunkerques kyst. 1760-61 deltog han i vinterforsvaret af Kassel og 1759 deltog han 15.-16. juli i den blodige kampagne ved Vellinghausen og i slaget ved Minden 1. august.
I 1775 blev han karakteriseret kaptajn, 1778 kaptajn à la suite af infanteriet og 1786 blev han ridder af Louisordenen. I tiden op til den franske revolution var han udstationeret i Beaujolais. Han kom til Koblenz, der var samlingsstedet for de flygtede royalister, og blev 1792 oberstløjtnant i general Georg Ernst zu Sayn-Wittgensteins regiment. Efter reformeringen af dette korps blev han sendt til Vendée sammen med prins Ludvig (18.), grev François Xavier Joseph Danneskiold-Løvendal og marskallen, hertugen af Broglie. Han flygtede til England, hvor han indgik i mandskabet på Lord Moiras flåde, der i 1794 foretog en mislykket ekspedition mod Frankrig.
1795 kom han til Danmark og trådte i dansk tjeneste. Ved patent af 4. maj 1804 optoges han for sig og ægte afkom i den danske adelsstand. Samme år blev han dansk oberst og 1814 generalmajor. 1816 kunne han atter sætte fod på fransk jord og fik da ærestitlen marechal-de-camp af kong Ludvig 18.
1773 ægtede han Catherine-Thérèse Vedastine van den Driesch og efterlod følgende børn, der trådte i dansk tjeneste, og hvis afkom nu findes i forskellige stillinger her i landet:
1. Julien-Charles Nestor (17. juli 1777 – 23. august 1828), major ved Ingeniørkorpset, gift 1804 med Marie Nielsen (1786-1872)
2. Charles-Eugène (23. november 1782 – 1854 i Brest), gift 1808 med Amalie Justine Ritter
3. Louis, kaptajn ved Jydske Regiment, Ridder af Dannebrog
4. Louise-Alexandrine-Aimée-Vedastine (1774-), gift med norsk advokat Christopher Malthe
5. Sophie, død som spæd
6. Louise-Joséphine, hofdame hos prinsesse Vilhelmine Caroline af Danmark
7. Sophie-Lucie, død som spæd